# 大明劫
《大明劫》（英語：Fall of Ming），是2013年由王竞导演的一部电影，2013年10月25日在中国大陆上映。

## 故事情节
影片的故事背景发生在明朝崇祯十五年（1642年），主要讲述了游医吴又可救治瘟疫及明朝将領孙传庭抗击李自成农民军的事情。
吳又可原為明朝宮廷太醫局官員，苦於太醫局內部勾心鬥角，辭職流浪於各地擔任遊醫，因戰亂前往潼關投靠老師趙川，沿途頻見百姓與災民感染瘟疫，發展出與傳統醫家不同的治療主張與藥方。至潼關，方三邊督師孫傳庭為崇禎所赦並再度起用，率五千軍奉命整備出關援助被李自成軍包圍之開封。潼關藥局老闆趙川兼任官軍軍醫，以傳統經方判斷明軍士兵患有傷寒，治療無效，每日死亡數十人，趙川亦因此病故。適吳又可至，警告明軍城郊村莊疫情嚴重，十室九空，不日傳染至官軍，遂向孫傳庭提出前所未聞處方，將病患依照病情隔離分區，確見成效。闖軍聞吳又可能治瘟疫，曾懸賞綁架他去投靠，又可拒絕。
崇禎帝以開封久困將城破，屢催孫出擊。但孫檢閱軍隊與倉庫、裝備，發現短缺損壞嚴重，涉及官員長期腐敗，要求朝廷補給銀錢糧食亦無效，徵求地方仕紳捐助亦遭敷衍，甚至勾結軍官縱火燒毀地政記錄官署（經歷司），燒死地政官員。孫傳庭感慨之餘，遂在出關前將違法仕紳正法，並燒死無法隨軍的重病官兵。吳又可對燒死病患不以為然，決心不再協助。
孫傳庭以吳又可醫術精湛，出兵前一日商請同行。吳以為道不同，夜半與老師趙川的孤女趙云舒及孤子逃走。孫決定不再追捕吳，吳與趙逃至蘇州，共組新家庭，完成「瘟疫論」著作。
孫出關不久戰死，開封亦遭闖軍攻破。一年多後，明朝滅亡。

## 演员
| 演员姓名 | 角色名称 | 简介           |
| 冯远征   | 吴又可   | 明末游医       |
| 戴立忍   | 孙传庭   | 陕西督師       |
| 冯波     | 冯氏     | 孙传庭夫人     |
| 余少群   | 崇禎帝   |                |
| 喬和平   | 賀人龍   | 明軍總兵       |
| 孙强     | 李天佑   | 投靠闖王的秀才 |
| 胡晓光   | 任锜     | 潼關衛指揮使   |
| 楊暘     | 趙云舒   | 趙川女兒       |
| 錢學格   | 趙川     | 軍醫提領       |

## 歌曲
本片同名主題曲由小野麗莎演唱。

## 荣誉
本片被搜狐评为2013下半年十大华语佳片第十名。获第九届中美电影节最佳影片。